# Биллигхайм-Ингенхайм
Биллигхайм-Ингенхайм (нем. Billigheim-Ingenheim) — община в Германии, в земле Рейнланд-Пфальц. 
Входит в состав района Южный Вайнштрассе. Подчиняется управлению Ландау-Ланд.  Население составляет 3862 человека (на 31 декабря 2010 года). Занимает площадь 22,95 км².
Коммуна подразделяется на 4 сельских округа.

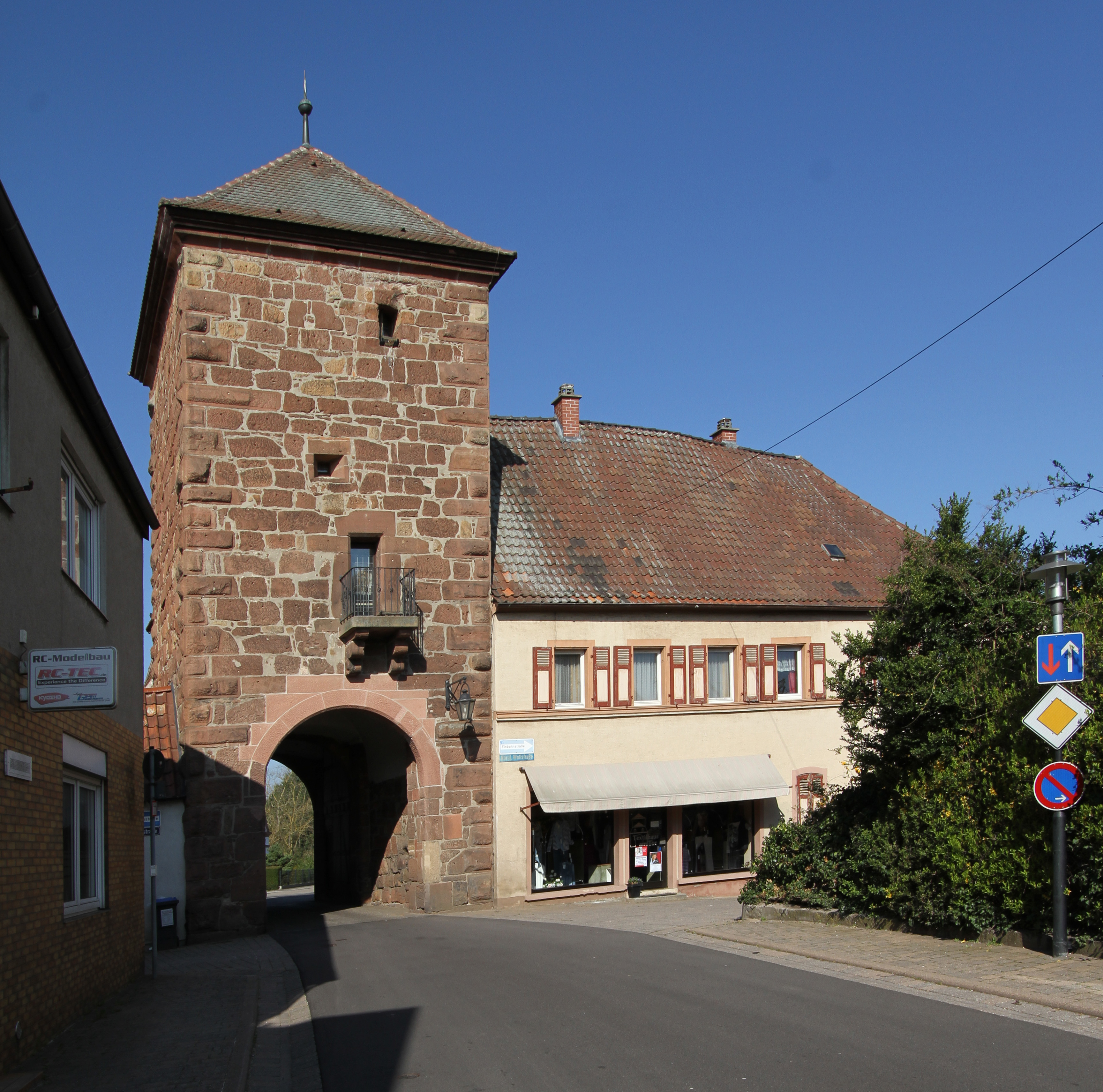
Биллигхайм
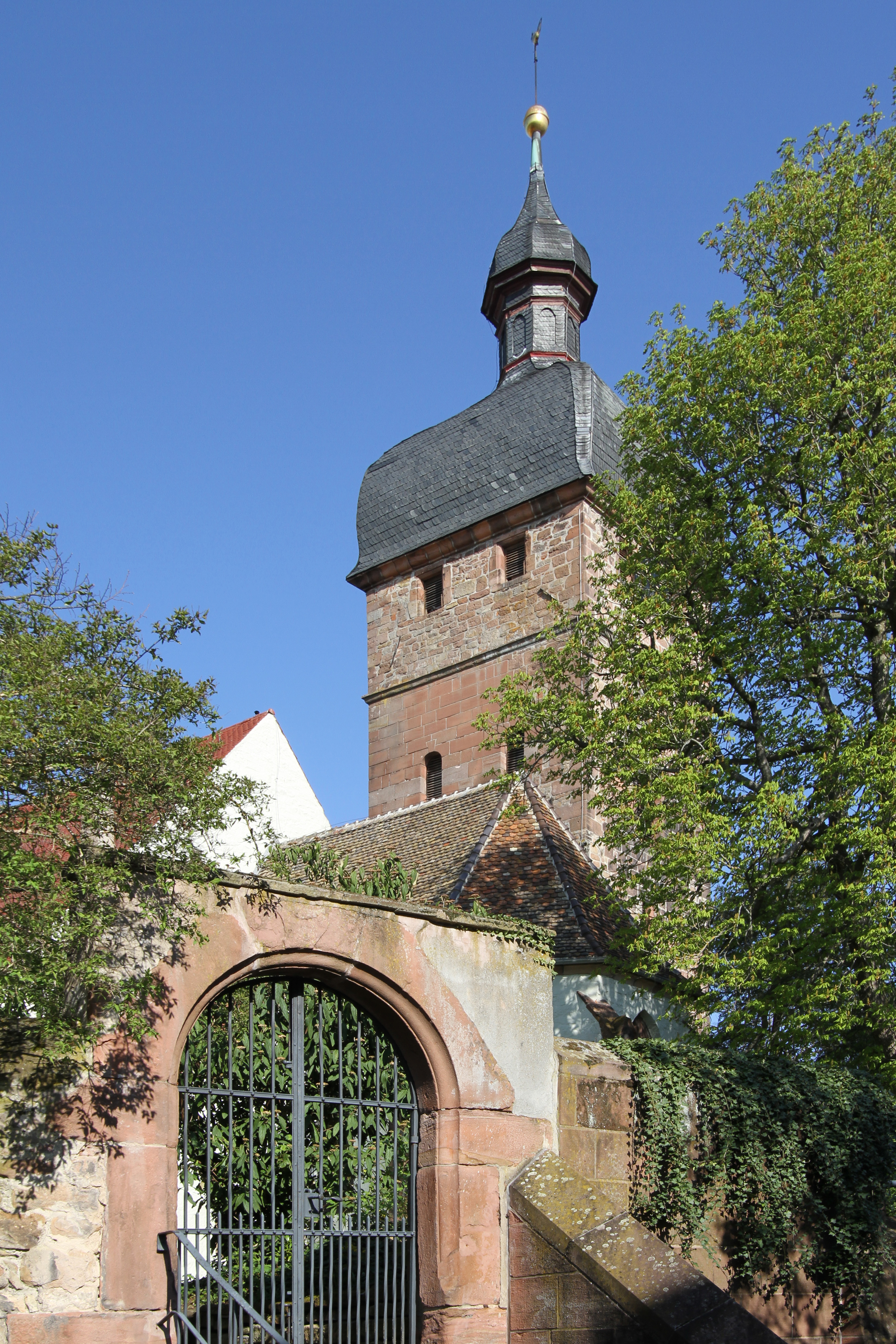
Биллигхайм
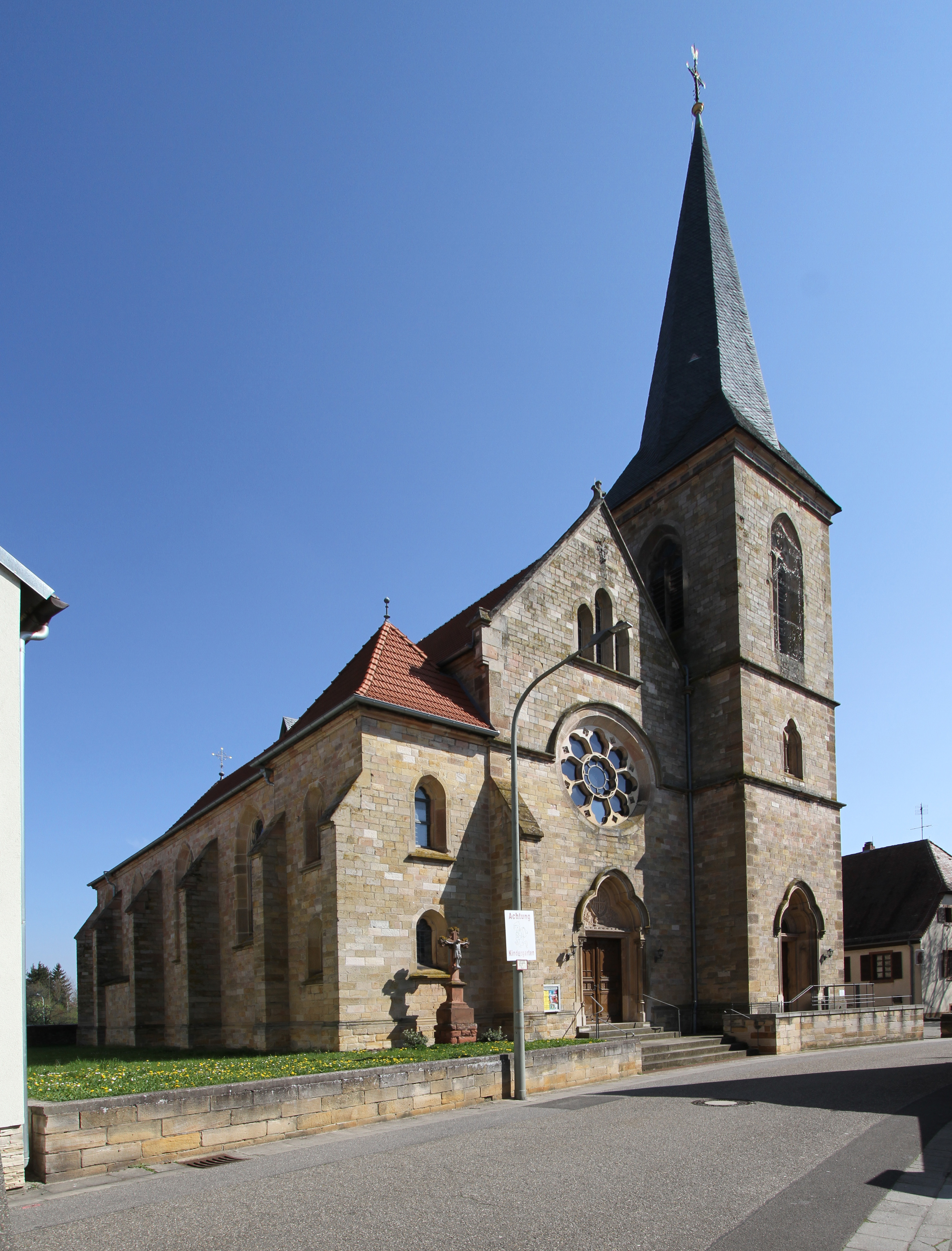
Ингенхайм
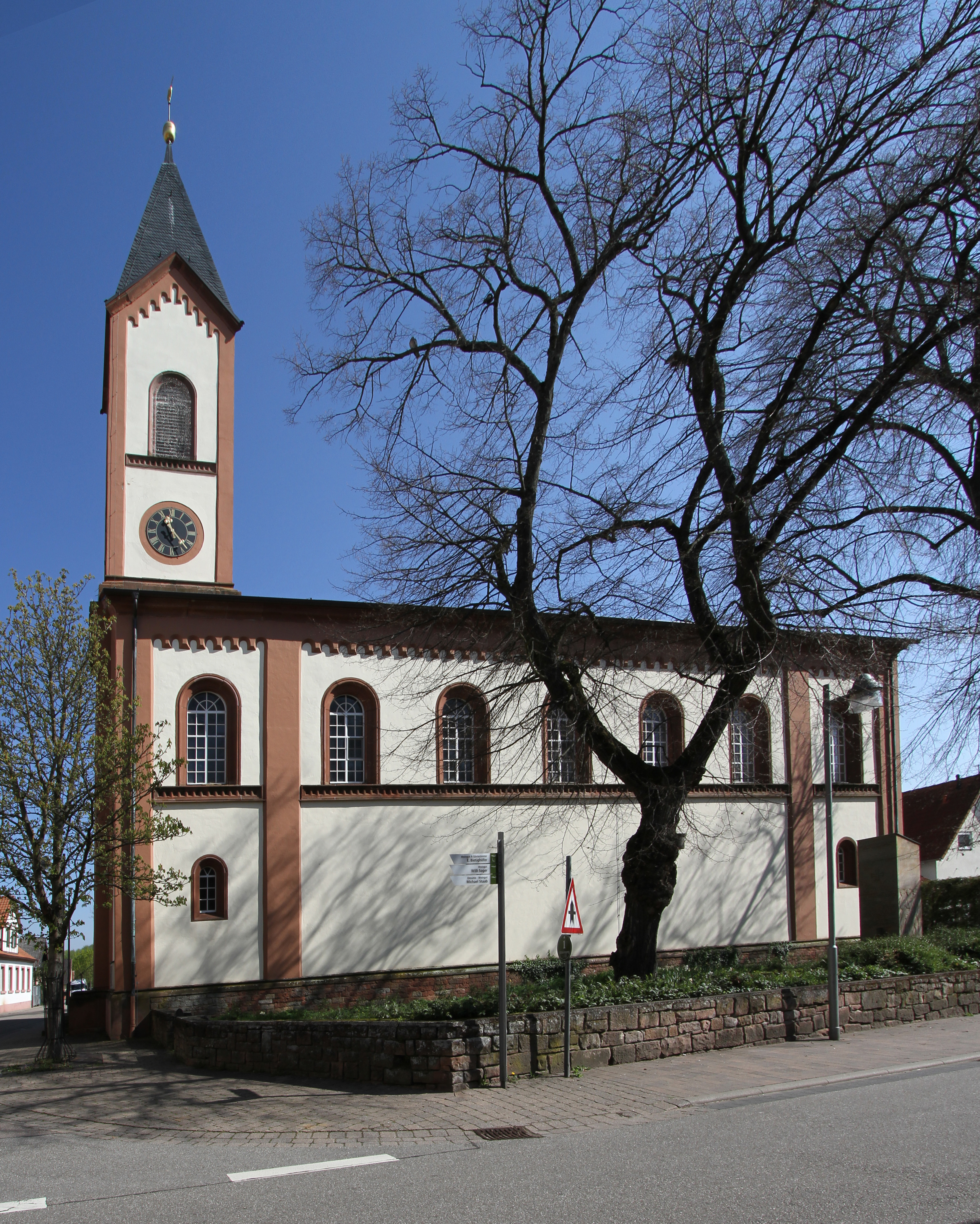
Mühlhofen